# Август фон Вассерман
Август Пауль фон Вассерман (нім. August Paul von Wassermann; 21 лютого 1866, Бамберг, Баварія — 16 березня 1925, Берлін) — німецький імунолог і бактеріолог. Він відомий здебільшого за реакцією Вассермана, яка широко використовувалася в діагностиці сифілісу, але він також був активним у багатьох інших областях бактеріології та імунології. Однак розвиток серодіагностики сифілісу набув найбільшого практичного значення завдяки його роботі та зробив його ім'я відомим у всьому світі.

## Біографія

### Ранні роки
Другий син Анджело Вассермана, баварського придворного банкіра, який у 1910 році був піднятий до спадкового дворянства, та Дорі Бауер. Він відвідував гімназію в Бамберзі і вивчав медицину в університетах Ерлангена, Відня та Мюнхена, отримавши в 1888 році магістратуру в Страсбурзі за роботу про вплив сульфонала. Вассерман рано зрозумів важливість бактеріології та познайомився з Паулем Ерліхом, він став його учнем і колегою.

### Робота в інституті Коха
1 вересня 1891 року він вступив до новоствореного Інституту інфекційних хвороб на чолі з Робертом Кохом як волонтер став неоплачуваним асистентом наукового та клінічного відділів, працюючи під керівництвом Бернгарда Проскауера (1851—1915). У лютому 1893 року він став тимчасовим помічником, призначеним для досліджень холери, а з лютого 1895 року по червень 1896 року оглядовим лікарем в інституті антитоксинового контролю на предмет дифтерії, який був перетворений у 1896 році в Інститут досліджень сироватки та тестування. Потім Вассерман повернувся до інституту інфекційних хвороб як неоплачений помічник. За цей час він був старшим лікарем клінічного відділу, директором якого став 1 квітня 1902 року.

### Наукова діяльність
Використовуючи піоціанові бактерії, Вассерман проводив експерименти у 1896 році над розривом зв'язків токсин-антитоксин. Вассерман першим зазначив, що реагент існує в осадах і що він набагато перевершує чутливість звичайного в хімії. На основі досліджень, паралельних дослідженню Пауля Теодора Уленгута, який передував йому в публікації, але використовував інший метод, Вассерман повідомив про можливість диференціювання білків, і в 1901 році він вказав на його потенційні практичні застосування у спільному документі з Альбертом Шютце. Три роки до цього він запропонував Роберту Коху, що кров людини та тварин може бути диференційована за допомогою специфічних антитіл до еритроцитів. Спираючись на свою роботу з Шютце, він також запропонував метод оцінювання осаджуючих сироваток.

#### Реакція Вассермана
Після 1900 року Вассерман все більше зайнявся проблемами, пов'язаними з комплементом, які не були ретельно досліджені. На підставі реакції зв'язування комплементу, розробленої в 1901 році Жулем Борде та Октавом Жангу, він спочатку намагався розробити тест зв'язування комплементу для діагностики туберкульозу. Однак, працюючи в Інституті інфекційних хвороб Роберта Коха в Берліні, Вассерман та Альберт Нейссер розробили тест, як вони думали, на антитіла при ураженні Treponema pallidum, збудника сифілісу. У цей тест надалі було внесено багато модифікацій, які зробили Кан, Колмер тощо, але загальні принципи, закладені Вассерманом, залишаються чинними. Крім полегшення діагностики у гострих випадках сифілісу, реакція висвітлювала певні недоведені зв'язки між формами захворюваннями. У 1906 році Вассерман продемонстрував разом з Феліксом Плаутом, що при пізніх формах сифілісу з ураженням нервової системи реакція Вассермана виявляється позитивною при проведенні дослідження спинномозкової рідини. Висновки Васермана та його колег дали можливість виявляти сифіліс при пізніх формах (прогресивний параліч, спинна сухотка). Однак лише через 15 років після першого опису стало можливим виявити сутність реакції Вассермана. Виявилося, що оригінальна теорія Вассермана, Нейссера та Брука не була правильною. Реакція виявляла не антитіла проти збудника сифілісу, а антитіла проти ліпідів організму. Тим не менш, не виникало сумнівів у клінічній корисності методу.
За допомогою реакції Вассермана вдалося виявити інфекцію у сумнівних випадках та при латентному сифілісі і, таким чином, вчасно розпочати лікування. Успіх його можна було також перевірити за допомогою цієї реакції. Використання реакції Вассермана показало, що сифіліс зустрічався набагато частіше, ніж вважалося раніше. За допомогою серодіагностики також можна було визначити пацієнтів із прихованим сифілісом, у яких не було клінічних симптомів. Це також був важливим інструментом диференціальної діагностики. З впровадженням реакції у широкий медичний вжиток можна було встановити, чи був сифіліс причиною того чи іншого симптому чи захворювання. Застосування реакції показало, що існував зв’язок між сифілісом і різними начебто окремими хворобами центральної нервової системи, а також ураженнями внутрішніх органів (наприклад, з аневризмою аорти та недостатністю аортального клапана). Реакція Вассермана була також дуже важливою для діагностики та профілактики уродженого сифілісу, розвиток якого можна було тепер пояснити. Це не було спричинено, як до того думали, тим, що сперма батька заразила сифілітичними збудниками яйцеклітину. Впровадження реакції Вассермана показало, що у всіх випадках вродженого сифілісу мати латентно хворіла на сифіліс і, таким чином, інфікувала дитину. За допомогою реакції Вассермана вдалося отримати істотні нові знання про перебіг сифілісу.

### На піку кар'єри
У 1898 році Вассерман став титулярним професором, а в 1901 році — приватним лікарем з внутрішньої медицини в Берлінському університеті імені Фрідріха Вільгельма. У 1902 році він став надзвичайним професором, а в 1911 році — почесним професором.
У 1902 році Вассерман разом з Робертом фон Остертагом розробив так звану полівалентну сироватку для лікування африканської чуми свиней. У той час ця хвороба завдала великої шкоди в сільському господарстві із показником летальності поросят до 70 %. Лікування новою сироваткою зменшило це до 10-20 %. Всі інші цілющі сироватки, що існували до цього моменту, були ефективними лише в деяких випадках при легкому перебігу захворювання. Робота Вассермана з лікування чуми свиней з 1906 року була успішною в лабораторних дослідженнях. Однак практичних наслідків вона не мали, оскільки лише в цей час було виявлено фактичного збудника чуми свиней.
Вассерман також робив спроби профілактики менінгококової інфекції, вводячи у глотку здорових людей висушену менінгококову сироватку. Однак ці експерименти не мали практичних наслідків. Тим не менш, менінгококова сироватка Вассермана і Колле фон Нойфельда після сироватки проти дифтерії була поставлена тоді на друге місце серед усіх сироваткових препаратів. Крім зниження смертності, сироватка крові також призвела до скорочення тривалості хвороби та реконвалесценції, а також до менш частого виникнення тяжких наслідків після перенесеного менінгококового менінгіту. З початку 1050-х років менінгококовий менінгіт лікується виключно антибіотиками.
У 1906 році він став директором відділу експериментальної терапії та досліджень сироватки крові в Інституті інфекційних хвороб Коха, а наступного року йому присвоєно звання таємного медичного радника. Вассерман покинув цю установу в 1913 році, щоб стати завідувачем кафедри експериментальної терапії Товариства кайзера Вільгельма. Цю посаду він обіймав до самої смерті від хронічної ниркової недостатності.
Вассерман і Колле з 1910 року успішно намагалися провести хіміотерапію пухлин миші. Впорскуючи еозин-селен у кров, вони змогли регулярно вбивати пухлинні клітини та спричинювати загоєння, не атакуючи здорові клітини організму. У той час у лікуванні пухлин у людей були поширені лише хірургічні процедури та місцеві методи лікування різними сполуками, які вже не могли призвести до загоєння в запущеній стадії. Таким чином, вони довели, що можна вибірково знищити пухлину, використовуючи хімічні агенти, введені в кров.
У 1914 році Вассерман провів експерименти, щоб уточнити питання, який вплив на клітини пухлин чинять радіоактивні промені. Було багато спроб вилікувати пухлини радіацією, але механізм радіаційного впливу до кінця не був вивчений. В експериментах Вассермана було показано, що радіоактивні промені чинять прямий вплив на пухлинні клітини, без додаткового впливу інших речовин або клітин організму. Як зазначав Вассерман, опромінені клітини пухлин не гинули, як це часто вважалося в той час, але були обмежені у здатності до розмноження. Таким чином він зміг пояснити, чому випромінювання може призвести до стерильності. Радіація діяла на статеві клітини таким ж чином, не даючи їм розмножуватися. На думку Вассермана, загибель пухлинних клітин повинно бути спричинене старінням або якимось іншим чинником, що вбиває клітини організму. Для радіаційного ефекту він встановив закон, що чим швидше розмножуються клітини, тим чутливіші вони до опромінювання. Своїми експериментами Вассерман встановив важливі факти, на які спираються у сучасній променевій терапії пухлин.

### Участь у Першій світовій війні
Під час Першої світової війни дослідження Вассермана були спочатку згорнуті, згодом остаточно припинені. Як гігієніст і бактеріолог зі званням бригадного генерала медичного корпусу він керував епідемічним контролем на Східному фронті. Згодом був призначений директором Управління гігієни та бактеріології прусського Міністерства війни.

### Останні роки
Він часто читав лекції на щотижневих сесіях Берлінського медичного товариства і охоче приймав запрошення виступати перед місцевими групами лікарів та на міжнародних конгресах. Він захоплювався подібностями і постійно викладав нові у своїх лекціях — порівнював специфічність, наприклад, з джерелом світла, що має максимум, але також конус дисперсії. Так само він прагнув знайти «залізничні колії» в організмі, які могли б дати підказку для терапії раку; конкретний «автомобіль», який циркулює на них, мав лише другорядне значення. В основному Вассерман займався діагностикою і терапією захворювань.

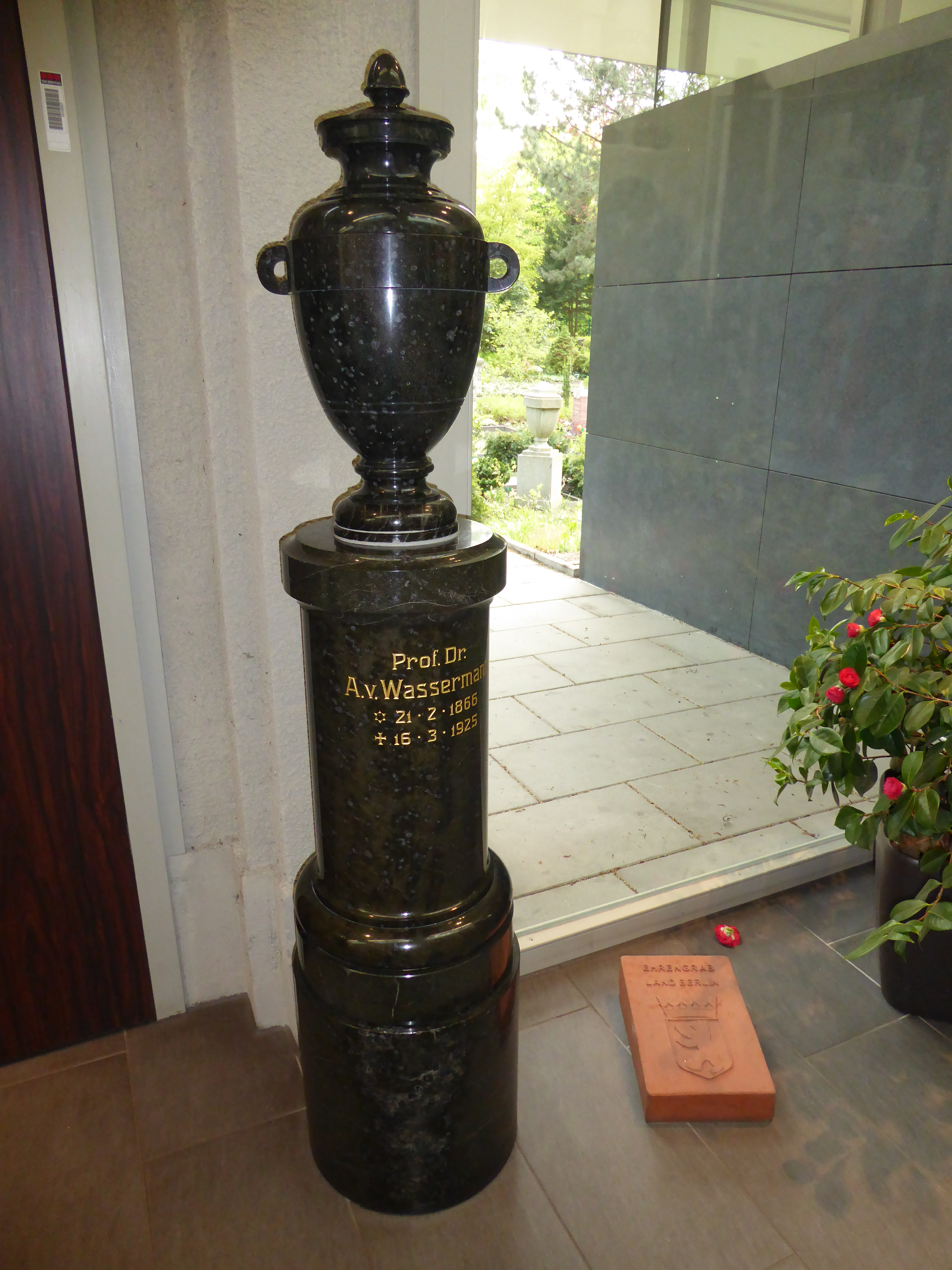
Урна Августа фон Вассермана на кладовищі Urnenfriedhof Columbarium

З Рудольфом Краусом Вассерман співзаснував Вільну асоціацію мікробіології. Він обіймав посаду президента Академії з питань юдаїзму. Його численні відзнаки включали ордени та медалі Пруссії, Бельгії, Японії, Румунії, Іспанії та Туреччини. У 1921 році Вассерман був першим лауреатом премії Фонду Аронсона, проте його ніколи не призначали на кафедру престижного берлінського факультету, і ніколи він не був удостоєний Нобелівської премії, на яку, був номінований 13 разів.
Про Вассермана було написано щонайменше 23 біографії різними авторами.

### Спогади про нього
Деякі люди вважали, що Вассерман вів свої дослідження як хобі, і йому, зазвичай, не потрібно заробляти на життя. Він був невеликого зросту, мав яскраво-сині (не темні) очі, завжди одягався з надзвичайною елегантністю. Був імпульсивною людиною і чудовим оратором, відкрито висловлював свої висновки без наукових прибамбасів. Говорили, що його теоретичні знання досить слабкі, що його практичні навички теж не такі добрі, але він покладався в роботі на ряд своїх працівників, що створювало гаразди в практичній діяльності лабораторії. Йому була притаманна неабияка спроможність розв'язати складні теоретичні проблеми, незрозумілі непосвяченим. Хоча час від часу він демонстрував сарказм, проте завжди був люб'язним і добрим, навіть за різних обставин.

## Науковий доробок
- Zur Theorie der Immunität. Zeitschrift für Hygiene und Infektionskrankheiten. Über künstliche Schutzimpfung von Thieren gegen Cholera asiatica. Mitverfasser Ludwig Brieger.
- Deutsche medicinische Wochenschrift, Berlin, 1892, 18: 701.
- Untersuchungen über Immunität gegen Cholera asiatica. Zeitschrift für Hygiene und Infektionskrankheiten, 1893, 14: 35-45.
- Untersuchungen über das Wesen der Choleraimmunität. Mitverfasser Richard Friedrich Johannes Pfeiffer. Zeitschrift für Hygiene und Infektionskrankheiten, 1893, 14: 46-63.
- Über die Gewinnung der Diphterie-Antotoxine aus Blutserum und Milch immunisierter Thiere. Mitverfasser Paul Ehrlich. Zeitschrift für Hygiene und Infektionskrankheiten, 1894, 18: 239—250.
- Über die persönliche Disposition und die Prophylaxe gegenüber Diphterie. Zeitschrift für Hygiene und Infektionskrankheiten, 1895, 19: 408—426.
- Über tetanusantitoxische Eigenschaften des normalen Centralnervensystems. Mitverfasser T. Takaki. Berliner klinische Wochenschrift, 1898, 35: 5-6.
- Einige Beiträge zur Pathologie der Influenza. Deutsche medicinische Wochenschrift, Berlin, 1900, 26: 445—447.
- Über eine neue forensische Methode zur Unterscheidung von Menschen- und Thierblut. Mitverfasser A. Schütze. Berliner klinische Wochenschrift, 1901, 38: 187—190.
- Hämolysine, Cytotoxine und Präzipitine. Sammlung klinischer Vorträge, Leipzig, 1902, n. F. 331 (chir Nr. 194): 339—384. 2nd edition, Leipzig, 1910.
- Wesen der Infektion. Handbuch der pathogenen Mikroorganismen, 1st edition, volume 1; Jena, 1903, 2nd edition 1912.
- Misch- und Sekundärinfektion. Handbuch der pathogenen Mikroorganismen, 1st edition, volume 1; Jena, 1903.
- Handbuch der pathogenen Mikroorganismen. Mitverfasser Wilhelm Kolle. 6 volumes; Jena, 1903—1909. Third edition, 10 volumes, 1929—1931.
- Die Bedeutung der Bakterien für die Gesundheitspflege. München, R. Oldenburg, 1905.
- Allgemeine Einleitung zu der Lehre von den Infektionskrankheiten. / W. Ebstein and J. Schwalbe, editors: Handbuch der praktischen Medizin. 2nd edition, 4 volumes. Stuttgart, 1906.
- Ueber das Vorhandensein syphilitischer Antistoffe in der Cerebrospinalflüssigkeit von Paralytikern. Mitverfasser Felix Plaut. Deutsche medicinische Wochenschrift, Berlin, 1906, 32: 1769—1772.
- Schweinesucheserum. / R. Kraus and Constantin Levaditi (1874—1953), editors, Handbuch der Technik und Methodik der Immunitätsforschung, II. Jena, 1909.
- Erbliche Übertragung von Infektionskrankheiten. Handbuch der pathogenen Mikroorganismen, 1st edition, volume 1; Jena, 1903.
- Bacillus pyocyaneus. Handbuch der pathogenen Mikroorganismen, 1st edition, volume 3; Jena, 1903.
- Antitoxische Sera. Handbuch der pathogenen Mikroorganismen, 1st edition, volume 4, 1; Jena, 1904.
- Serodiagnostik der Syphilis. Mitverfasser Carl Friedrich August Lange (1883—1953). Handbuch der pathogenen Mikroorganismen, 2nd edition, volume 7; Jena, 1913, pp. 951—1044.
- Reinkulturen der Spirochaeta pallida in festem und flüssigen Nährboden sowie Übertragung dieser Kulturen auf Tiere. Mitverfasser P. Martin Ficker. Klinische Wochenschrift, Berlin, 1922, 1: 1101.

## Медичні епоніми, названі по Вассерману
- Реакція Вассермана — комплементфіксуючий тест як серологічна діагностика сифілісу з використанням сироватки крові або спинномозкової рідини[4].
- Швидкий тест Васермана — вказує на позитивну реакцію, показану реакцією Вассермана, який продовжується після адекватного антисифілітичного лікування.
- Антитіла Вассермана — антитіла, що з'являються в клінічному перебігу сифілісу.

## Пам'ять
- На його честь названо в 1951 році вулицю Wassermannstrasse та площу Wassermannplatz у Берлині (1930—1938).